# Всероссийский реестр видов спорта
Всероссийский реестр видов спорта (ВРВС) создан Федеральным агентством по физической культуре и спорту РФ (Росспорт) с целью совершенствования статистической отчётности в области физической культуры и спорта, а также систематизации видов спорта и спортивных дисциплин, культивируемых на территории Российской Федерации.
По виду спорта, включённому в ВРВС, учреждения среднего и высшего профессионального образования в установленном порядке получают право готовить специалистов; спортивные школы в установленном порядке открывают отделения; в 
Единую всероссийскую спортивную классификацию в установленном порядке вводятся классификационные нормы, требования и условия выполнения спортивных разрядов и спортивных званий.

## Состав
Реестр состоит из четырёх разделов:
1. первый раздел — признанные виды спорта (за исключением военно-прикладных, служебно-прикладных, национальных видов спорта, а также видов спорта, развиваемых на общероссийском уровне);
2. второй раздел — виды спорта, развиваемые на общероссийском уровне;
3. третий раздел — национальные виды спорта;
4. четвёртый раздел — военно-прикладные и служебно-прикладные виды спорта[1].

Реестровая запись содержит следующие сведения:
1. порядковый номер записи;
2. наименование вида спорта;
3. номер — код вида спорта;
4. наименование спортивной дисциплины (за исключением видов спорта, включённых в первый раздел Реестра);
5. номер — код спортивной дисциплины (за исключением видов спорта, включённых в первый раздел Реестра)[1].

## Номер-код вида спорта (спортивной дисциплины), включаемых в ВРВС
Номер-код состоит из 11 знаков: цифр и букв.
Первая по третью цифры номера-кода — индивидуальный номер вида спорта (спортивной дисциплины).
Четвертая, пятая и шестая цифры в номере-коде вида спорта с учётом всех спортивных дисциплин обозначаются как 000. Четвёртая, пятая и шестая цифры в номере-коде спортивной дисциплины являются её индивидуальным номером внутри вида спорта.
Седьмая цифра номера-кода определяет сезонность занятий видом спорта (спортивной дисциплиной), определяет игровой / неигровой характер вида спорта (спортивной дисциплины)
- 5.1. В номере-коде вида спорта:
  - 5.1.1. 1 — летний неигровой вид спорта.
  - 5.1.2. 2 — летний игровой вид спорта.
  - 5.1.3. 3 — зимний неигровой вид спорта.
  - 5.1.4. 4 — зимний игровой вид спорта.
  - 5.1.5. 5 — внесезонный, неигровой вид спорта.
  - 5.1.6. 6 — внесезонный, игровой вид спорта.
  - 5.1.7. 7 — внесезонный вид спорта, содержащий как игровые, так и неигровые спортивные дисциплины.
  - 5.1.8. 8 — летний вид спорта, содержащий как игровые, так и неигровые спортивные дисциплины.
  - 5.1.9. 9 — зимний вид спорта, содержащий как игровые, так и неигровые спортивные дисциплины.
- 5.2. В номере-коде спортивной дисциплины:
  - 5.2.1. 1 — летняя неигровая спортивная дисциплина.
  - 5.2.2. 2 — летняя игровая спортивная дисциплина.
  - 5.2.3. 3 — зимняя неигровая спортивная дисциплина.
  - 5.2.4. 4 — зимняя игровая спортивная дисциплина.
- 6. Восьмая цифра номера-кода указывает на распространение вида спорта, спортивной дисциплины:
- 6.1. В номере-коде вида спорта:
  - 6.1.1. 1 — военно-прикладной или служебно-прикладной вид спорта, развивается в рамках деятельности одного или нескольких федеральных органов исполнительной власти.
  - 6.1.2. 2 — вид спорта развивается в пределах одного из субъектов Российской Федерации — национальный вид спорта.
  - 6.1.3. 3 — вид спорта развивается спортивными федерациями, получил развитие только в Российской Федерации.
  - 6.1.4. 4 — вид спорта развивается международной спортивной федерацией.
  - 6.1.5. 5 — вид спорта развивается международной спортивной федерацией, получил признание Международного олимпийского комитета (далее — МОК).
  - 6.1.6. 6 — вид спорта развивается международной спортивной федерацией, получил признание МОК и включён в программу Олимпийских игр.
  - 6.1.7. 7 — вид спорта инвалидов и лиц с ограниченными возможностями здоровья, развивается международной спортивной федерацией.
- 6.2. В номере-коде спортивной дисциплины:
  - 6.2.1. 1 — спортивная дисциплина военно-прикладного или служебно-прикладного вида спорта.
  - 6.2.2. 2 — спортивная дисциплина национального вида спорта;
  - 6.2.3. 6 — спортивная дисциплина вида спорта, указанного в подпункте 6.1.6. и включённая в программу Олимпийских игр.
  - 6.2.4. 7 — спортивная дисциплина вида спорта инвалидов и лиц с ограниченными возможностями здоровья.
  - 6.2.5. 8 — спортивная дисциплина видов спорта, указанных в подпунктах 6.1.3. — 6.1.5., а также вида спорта, указанного в подпункте 6.1.6. и не включённая в программу Олимпийских игр.
- 7. Девятая цифра указывает на руководство развитием вида спорта федеральными органами исполнительной власти, в которых предусмотрены военная служба и иные специальные виды службы:
  - 7.1. 1 — руководство развитием вида спорта федеральными органами исполнительно власти не осуществляется.
- 7.2. Руководство развитием вида спорта осуществляется соответствующими федеральными органами исполнительной власти, вид спорта включён в Перечень военно-прикладных и служебно-прикладных видов спорта и федеральных органов исполнительной власти, осуществляющих руководство развитием этих видов спорта, утверждённый постановлением Правительства Российской Федерации от 20 августа 2009 г. № 695 «Об утверждении перечня военно-прикладных и служебно-прикладных видов спорта и федеральных органов исполнительной власти, осуществляющих руководство развитием этих видов спорта»:
  - 7.2.1. 2 — Минобороны России.
  - 7.2.2. 3 — МЧС России.
  - 7.2.3. 4 — ФСКН России.
  - 7.2.4. 5 — ГФС России.
  - 7.2.5. 6 — Федеральная таможенная служба.
  - 7.2.6. 9 — ФСО России.
  - 7.2.7. Л — МЧС России, ФСО России.
  - 7.2.8. М — ФСКН России, МВД России.
  - 7.2.9. Н — ФСО России, МВД России, ГУСП.
  - 7.2.10. Р — ФСО России, Федеральная таможенная служба, ГУСП.
  - 7.2.11. С — ФСБ России, ФСО России, МВД России, ГУСП.
  - 7.2.12. Ф — Минюст России, ФССП России, ФСИН России, ФСО России.
  - 7.2.13. Э — ФСКН России, ФССП России, ФСИН России, ФСО России, ГУСП, Минюст России, МВД России.
  - 7.2.14. Ю — ФСБ России, ФСКН России, ФССП России, ФСО России, Федеральная таможенная служба, МВД России, СВР России, ГУСП, ФМС России.
  - 7.2.15. Я — ФСБ России, ФСКН России, Минюст России, ФССП России, ФСИН России, ФСО России, ГФС России, Федеральная таможенная служба, МВД России, СВР России, ГУСП.
- 8. Десятая цифра номера-кода вида спорта, спортивной дисциплины — специальная отметка:
  - 8.1. 1 — не имеется ограничений.
  - 8.2. 2 — имеются ограничения, установленные федеральным органом исполнительной власти в области физической культуры и спорта.
  - 8.3. 3 — национальный вид спорта Республики Саха (Якутии).
  - 8.4. 4 — национальный вид спорта Республики Татарстан (Татарстана).
  - 8.5. 5 — национальный вид спорта Чувашской Республики — Чувашии.
- 9. Одиннадцатый знак отмечает пол и возрастную категорию занимающихся видом спорта, спортивной дисциплиной:
  - 9.1. А — мужчины, юноши (юниоры).
  - 9.2. Б — женщины, девушки (юниорки).
  - 9.3. Г — мужчины, юноши (юниоры), женщины.
  - 9.4. Д — девушки (юниорки).
  - 9.5. Е — мужчины, девушки (юниорки).
  - 9.6. Ж — женщины.
  - 9.7. К — мужчины, женщины, девушки (юниорки).
  - 9.8. Л — мужчины, женщины.
  - 9.9. М — мужчины.
  - 9.10. Н — юноши (юниоры), девушки (юниорки).
  - 9.11. С — юноши (юниоры), девушки (юниорки), женщины.
  - 9.12. Ф — мужчины, юноши (юниоры), девушки (юниорки).
  - 9.13. Э — юноши (юниоры), женщины.
  - 9.14. Ю — юноши (юниоры).
  - 9.15. Я — все категории[2].

## Исключение из Всероссийского реестра
В июле 2006 г. киберспорт был исключён из Всероссийского реестра видов спорта вследствие того, что он не соответствовал критериям, необходимым для включения в этот реестр: развитие в более чем половине субъектов Российской Федерации и наличие зарегистрированного в установленном порядке общероссийского физкультурно-спортивного объединения.
Приказом Министерства спорта Российской Федерации от 29.04.2016 № 470 признан и включён в первый раздел Всероссийского реестра видов спорта "компьютерный спорт".
Приказом Министерства спорта Российской Федерации от 16.03.2017 № 183 "компьютерный спорт" переведён во второй раздел реестра (виды спорта, развиваемые на общероссийском уровне).
21 июля 2009 года из Реестра был исключён спортивный покер , что вызвало множество разногласий. По мнению некоторых игроков, покеру присущи все необходимые атрибуты спортивной игры, где победа зависит от искусства играющих, а не от воли случая, они оценивают это решение как чисто политическое.
28 января 2010 года Минспорттуризм издал приказ об исключении футзала из Всероссийского реестра и отзыве у федерации футзала России государственной аккредитации.